# افغانستان در ۲۰۲۰
حوادث ذیل به ترتیب ماه‌ها در سال ۲۰۲۰ در افغانستان به‌وقوع پیوست.

## متولیان امور
- رئیس‌جمهور: اشرف غنی
- رئیس اجرائیه: عبدالله عبدالله
- رئیس ولسی جرگه: عبدالرؤف ابراهیمی
- رئیس مشرانو جرگه: فضل هادی مسلمیار
- معاون نخست رئیس‌جمهور: عبدالرشید دوستم
- معاون دوم رئیس‌جمهور: سرور دانش
- معاون نخست رئیس اجرائیه: خان محمد
- معاون دوم رئیس اجرائیه: پست خالی بود

## حوادث

### ژانویه
- ۲۷ ژانویه – یک فروند هواپیمای بمباردیه گلوبال اکسپرس E-11A نیروی هوایی ایالات متحده آمریکا در ولسوالی ده‌یک ولایت غزنی افغانستان سقوط کرد.[۱]
- ۲۹ ژانویه – نیروهای ویژه افغان بر یک مجتمع طالبان در ولسوالی بالامرغاب ولایت بادغیس حمله نمودند و ۶۲ گروگان را آزاد کردند. در اثر یک حمله طالبان در ولایت قندز نیز چندین تن از نیروهای امنیتی افغان جان باختند.[۲]

### فوریه
- ۶ فوریه – پروژه کاسا- ۱۰۰۰ در مراسمی با حضور اشرف غنی، رئیس‌جمهور افغانستان و زاهد نصرالله خان، سفیر پاکستان در افغانستان افتتاح شد.[۳]
- ۷ فوریه – ۲ عضو تحریک طالبان پاکستانی؛ شیخ خالد حقانی و قاری سیف یونس، در نزدیک هوتل انترکانتینینتال کابل ترور شدند.[۴][۵]
- ۸ فوریه – ۲ سرباز نیروهای ویژه ارتش ایالات متحده آمریکا در اثر حمله داخلی (توسط فرد نفوذی) در ولسوالی شیرزاد ولایت ننگرهار کشته شدند و ۶ تن دیگر زخم برداشتند.[۶][۷]
- ۱۱ فوریه – یک مهاجم انتحاری در نزدیک آکادمی نظامی مارشال فهیم در کابل دست کم ۶ نفر را کشت.[۸][۹]

### مارس
- ۶ مارس – ۲ شورشی شاخه خراسان داعش ۳۲ تن را در کابل به قتل رساند.[۱۰]
- ۲۵ مارس – داعش بر گوادواره (عبادت‌گاه سیک‌ها) در کابل حمله کرد و ۲۵ تن را به رگبار بست.[۱۱]
- ۲۹ مارس – طالبان ۶ سرباز اردو و پلیس را در ولایت زابل و ۵ تن دیگر را در ولایت بغلان کشتند.[۱۲]
- ۳۰ مارس – بمب جاسازی شده در یک موتور در شهر کابل انفجار کرد که در اثر آن ۴ نفر مجروح شدند. طالبان ۱۰ نماینده خویش را برای نظارت از آزادسازی ۵۰۰۰ زندانی به میدان هوایی نظامی بگرام فرستاند. به نقل از روزنامه رویترز، ۲۷ نیروی امنیتی و ۱۳ طالب در یک درگیری کشته شدند.[۱۳]

### می
حمله اردیبهشت ۱۳۹۹ کابل
- ۱ می – غرق شدن مهاجرین افغان در دریای هریرود[۱۴]

### ژوئن
حملات ماه ژوئن ۲۰۲۰ در افغانستان
- ۶ ژوئن – ۱۱ نیروی امنیتی افغان و ۴ شورشی طالبان در ولایت بدخشان کشته شدند. ۳ افسر پلیس در یک درگیری مسلحانه در ولسوالی گلدره ولایت کابل جان باختند.
- ۱۲ ژوئن – در اثر انفجار یک بمب در مسجدی در کابل ۴ نفر کشته شدند و ۸ تن دیگر جراحت برداشتند.
- ۱۷ ژوئن – طی حمله طالبان در ولسوالی آقچه ولایت جوزجان، ۱۲ نیروی امنیتی کشته شدند و ۵ تن دیگر زخم برداشتند. در این جریان، ۴ سرباز اسیر شدند و ۵ شورشی طالب به قتل رسیدند. سخن‌گوی والی جوزجان تأیید کرد که ۲ پوسته امنیتی در ولسوالی آقچه از سوی شورشیان طالبان از زوایای مختلف مورد حمله قرار گرفتند تا کنترل آن را به‌دست گیرند. آمار واقعی تلفات در این درگیری مشخص نیست، چون گروهی که این حمله را انجام داد، بیانیهٔ در این رابطه ارائه نکرد.
- ۲۹ ژوئن – در اثر حملات راکتی بر بازار مواشی در ولسوالی سنگین ولایت هلمند، دست کم ۲۳ نفر جان باختند. اما هم دولت و هم طالبان یک‌دیگر را مسؤل این حمله دانستند.

### ژوئیه
- ۱۳ ژوئیه – در اثر انفجار بمب انتحاری در برابر یک مکان دولتی در ولایت سمنگان در شمال افغانستان، ۱۱ نفر کشته شدند و چندین تن دیگر جراحت برداشتند. به گفته رئیس بیمارستان این ولایت، بیشتر تلفات این حمله افراد غیرنظامی شامل کودکان بودند. معاون والی ولایت سمنگان نیز اظهار داشت که شورشیان پس از انفجار به سمت اداره کمپلس اطلاعاتی هجوم بردند و متعاقباً ساعت‌ها با نیروهای امنیتی افغان به نبرد پرداختند. مقامات تأیید کردند که طالبان مسؤلیت این حمله را به‌دوش گرفتند.
- ۲۳ ژوئیه – مقامات محلی اظهار داشتند که حمله هوایی از سوی نیروهای امنیتی افغان علیه جنگ‌جویان طالبان در ولایت هرات در غرب افغانستان صورت گرفت که در اثر آن دست کم ۴۵ نفر شامل غیرنظامیان کشته شدند. شاهدان این رویداد ادعا کردند، حمله زمانی صورت گرفت که چندین فرد در ولسوالی ادرسکن این ولایت برای بدرقه و پذیرایی یک طالب اخیراً آزاد شده از زندان از خانه‌های شان بیرون برآمدند. ادعاهای بیشتر حاکی از آن است که دست کم ۸ نفر در این حمله هوایی جان شان را از دست دادند و چندین تن دیگر شامل کودکان جراحت برداشتند. وزارت دفاع ملی اطمینان داد این حمله مرگ‌بار را که منجر به کشته شدن غیرنظامیان گردید، بررسی خواهد کرد.
- ۲۸ ژوئیه – طالبان پیش از آمدن عید سعید فطر، آتش‌بس سه روزه را در ایام عید اعلام کردند. به نقل از روزنامه واشینگتن تایمز، دولت افغانستان توافق بر سر آتش‌بس را پذیرفت و از نیروهای خود خواست آتش‌بس را رعایت کنند. رئیس‌جمهور اشرف غنی همچنین تصریح کرد که گفت‌گوها هفته آینده آغاز خواهند شد که این نشانه آغاز مذاکرات صلح به تعویق افتاده‌است، خواهد بود. در همین حال، ذبیح‌الله مجاهد، سخن‌گوی طالبان نیز اظهار داشت علی‌رغم این‌که برای سربازان شان دستور داده شده‌است تا برای برگزاری یک عید صلح‌آمیز جنگ شان را متوقف کنند، اما در صورت حمله از سوی نیروهای امنیتی افغان، به آن‌ها پاسخ خواهند داد.

### اوت
- ۲ الی ۳ اوت – افراد مسلح شاخه خراسان دولت اسلامی عراق و شام و مهاجم انتحاری با استفاده از موتور بر یک زندان در ولایت جلال‌آباد در شرق افغانستان حمله کردند. این حمله که در ۲ اوت میان شورشیان و مهاجمان شروع شده بود، مدت ۲۰ ساعت ادامه یافت. دست کم ۲۹ نفر شامل ۸ مهاجم داعش در حمله‌ای جلال‌آباد کشته شدند و حدود ۵۰ تن دیگر جراحت برداشتند. در نتیجه، ۲۵ زندانی فرار کردند و ۱۰۲۵ تن دیگر که می‌کوشیدند فرار کنند، دوباره دستگیر شدند.
- ۲۶ اوت – وقوع سیلاب‌های ناگهانی دست کم جان ۷۲ نفر را گرفت و صدها خانه را در ولایت پروان تخریب کرد.

### سپتامبر
حملات ماه سپتامبر ۲۰۲۰ در افغانستان
- ۹ سپتامبر – در انفجاری در شهر کابل ۱۰ نفر کشته شدند و ۳۱ نفر دیگر شامل امرالله صالح، معاون نخست رئیس‌جمهور جراحت برداشتند. طالبان اما دست داشتن در این حمله را رد کردند.
- ۱۲ سپتامبر – نمایندگان دولت افغانستان و طالبان برای از سرگیری گفت‌گوهای صلح دیدار کردند. مایک پنس، معاون رئیس‌جمهور ایالات متحده آمریکا در مراسم تحلیف در دوحه شرکت کرد.
- ۱۶ سپتامبر:
  - انفجار یک بمب در ولسوالی کلفگان ولایت تخار ۲ نفر را کشت و ۱۲ تن دیگر را زخمی کرد.
  - یک کارمند ریاست عمومی امنیت ملی در کابل به ضرب گلوله کشته شد و راننده‌اش زخم برداشت.

### اکتبر
- ۱۸ اکتبر – انفجار یک بمب انتحاری در مقابل رئیس امنیتی ولایت غور در غرب افغانستان صورت گرفت که منجر به کشته شدن ۱۳ غیرنظامی و زخمی شدن بیش از ۱۲۰ تن دیگر شد.
- ۲۱ اکتبر:
  - در جریان تجمع مردم برای دریافت ویزه پاکستان در استدیوم فوتبال جلال‌آباد، دست کم ۱۲ زن از اثر ازدحام کشته شدند.
  - حمله هوایی نیروی هوایی افغانستان بر مسجدی در ولسوالی بهارک ولایت تخار، ۱۲ کودک کشته شدند. هرچند وزارت دفاع ملی ادعا کرد که تمامی کشته شدگان شورشیان طالبان بودند.

### نوامبر
- ۲ نوامبر – در حمله به دانشگاه کابل در سال ۲۰۲۰ از سوی ۳ مهاجم، ۳۲ نفر کشته شدند و ۵۰ تن دیگر زخم برداشتند.
- ۲۴ نوامبر – در کنفرانس افغانستان ۲۰۲۰ از سوی سازمان ملل حدود ۷۰ کشور و ۳۰ سازمان‌های بین‌المللی شرکت کردند و پرداخت ۳٫۳ میلیاردالر را برای حمایت از پروسه صلح افغانستان تعهد کردند.

## درگذشتگان
- ۲ ژوئن – منیر منگل (متولد ۱۹۵۰)، فرمانده پلیس ملی افغانستان (۲۰۱۰ الی ۲۰۱۶)
- ۲۶ ژوئن – فقیر نبی (متولد ۱۹۵۳)، بازی‌گر سینمای افغانستان
- ۶ اکتبر – نجیب تره‌کی (متولد ۱۹۹۱)، بازیکن تیم ملی کرکیت افغانستان